# 超人力霸王R / B
《超人力霸王羅布》（日语：ウルトラマンルーブ，英文：Ultraman R / B），是圓谷製作所製作的特攝電視劇，於2018年7月7日起於東京電視台系列頻道每週六上午9:00 - 9:30（JST）播出。
香港方面，ViuTⅤ將本作命名為《超人R/B》，由2019年7月13日至2019年12月28日逢星期六上午9:30-10:00播出，提供粵語／日語雙語廣播，設有提供中文字幕，本作成為最後一部設有提供中文字幕《超人系列》作品。由2022年4月8日起逢星期五晚上7:00在YouTube頻道播出。台灣則由MOMO親子台於2019年6月2日下午5:30首播。

## 本作特色
本作為「新時代英雄系列」的第六部作品，同時也是《超人力霸王系列》於平成時期播出的最後一部作品，作為該系列的首次嘗試，本作的主角超人力霸王羅索及超人力霸王布魯是為兄弟組合的超人力霸王，也是超人力霸王系列史上首次主角身份為兄弟的系列作品，並採取前兩作《超人力霸王Orb》及《超人力霸王捷德》一樣使用歷代超人力霸王的力量變身及轉換形態的設定。不同的是，前兩作是將兩位前代超人力霸王合體變身，而本作的主角超人力霸王是使用單一的超人力霸王力量變身，此外，本作的標題《羅布（R / B）》是由劇中的主角超人力霸王羅索和超人力霸王布魯的英文首字所組成的，也是兩人合體後的超人力霸王之名。

### 製作
從2017年11月開始進行製作人員的選定，當時自《超人力霸王X》開始參與作品製作的武居正能被選為要導演，系列構成和劇本，則是由參與新世代作品最多的中野貴雄，以及參與《平成超人七號：EVOLUTION》的武上純希，第1屆金城哲夫獎的獲得者伊藤公志三人擔任，並由前一年成為圓谷製作社長的塚越隆行負責監修。
作為系列的首次嘗試，本作中將變身超人力霸王的兩兄弟設定為雙主角模式。這個計劃是由武居、系列構成團隊和策劃人員之間的會議，根據最近新生代系列的趨勢而製定的，伴隨著這個設定，意識到獲得超人力霸王之力的主角們將會在合作中獲得成長，而兩位超人聯手攻擊的要素在戰鬥中就不會顯得懦弱。
故事方面，除了上面提到的“成長英雄”之外，目的是畫一部兒童和成人都可以欣賞的喜劇，本作與和背景較為活躍的《Orb》和沉重的《捷德》相反，是描繪「在合作中成長的英雄」的家庭喜劇題材，並捨棄了歷代系列出現的防衛隊設定，其中中野的想法，反而將主題聚焦在作為主要角色的「湊家」身上，至於在敵役角色的部分，則不是以純粹惡意的立場行動，而被描述為出於某種目的才與主角群對立，另外與其他新生代系列相比，本作與其他作品的關聯性非常小，並且具有極其獨立的世界觀。。並引用了由於預算和進度限製，而使世界觀加以緊湊的必要性，擔任製作人的鶴田幸伸表示，儘管對於喜劇路線有些部分批評，但現場則有著希望不要讓作品改變喜劇風格的聲浪。
2018年6月7日，圓谷在2018年東京玩具展上宣布了新作品的規劃，並邀請了由武居和主要演員們登台進行製作發布會。

## 故事概要
在父親所經營的精品店工作的湊活海和大學生的湊勇海兩兄弟，突如其來地遭遇到出現在這座城市的巨大未知生物所襲擊，
兩人藉由羅布迴轉儀、羅布水晶之力，意外變身成了超人力霸王羅索、超人力霸王布魯，開始為了保衛地球而戰。

## 故事背景
綾香市
原文： / Ayakashi
本作的主要舞台，湊家一家人與愛染科技所在的城市。
前身為1300年前，巨型隕石「妖奇星」墜落地點附近的綾香村。
儘管在城市郊區並保留了自然風光的一面，但愛染科技在此建立了研究設施而迅速發展，目前綾香市已成為高科技事業的聚集地。
愛染科技
原文： / AIZENTEC
將宇宙的未知能量進行研究及開發的世界級大企業。
前身為愛染誠的父親所開創的小型鐵工廠：愛染鐵工（愛染鉄工）
社長交接依序為愛染誠→美劍沙姬→湊澪。
克瓦托羅M
原文： / Quattro M
湊家兄弟的父親湊潮所開的服裝精品店，主打自家的品牌「UshioMinato」。

## 用語
妖奇星
原文： / Ayakahoshi
是綾香市流傳有著「妖奇星」墜落的古老傳說，自1300年前墜來的隕石中共有一大二小的三位巨型生物，激戰的結果其中兩位生物墜落在地球上。
因為力竭而化為無數星屑碎片，變成無數的羅布水晶分散在綾香村各地後消失，而這個情景也被人們稱之為「妖奇星」。
真身則是上一代的羅索和布魯，愛染科技曾為了證明這項假設，與宇宙考古學者湊澪合作發現其中二者是光之巨人，並將他們稱之為「超人力霸王」。
偶龍璽王
原文： / Gurujio
在綾香市流傳有著「妖奇星」墜落的古老傳說，曾在1300年前曾吞噬古代日本爭戰的人們的怪獸。
真實身份為稱為擁有著無雙剛力的兇暴的「格魯吉歐博恩」，是1300年前由美劍沙姬實體化而成的怪獸。
曾和上一代的羅索和布魯一起合力把將魯格賽特逼入周期為1300年的橢圓軌道，隨即便墜入地球消失。

## 登場人物

### 湊家
湊活海（みなと・カツミ）
飾演：平田雄也（童年：藤澤元）
配音：郭俊廷（香港）、吳茵（童年）、蔣鐵城（台灣）、薛成（中國大陸）
本作主角，超人力霸王羅索的人間體，23歲。
湊家的大兒子，一位舉止溫和獨立的青年，平時在父親開設的精品店「克瓦托羅M」擔任店員工作。在第1話中因一場突如其來的怪獸襲擊下，與弟弟勇海獲得了羅布迴旋儀和羅布水晶變身成了羅索，在自己變身成超人力霸王後則採取理性的態度，慎重地使用強大的力量，從此開始以超人力霸王的身份戰鬥，以捍衛綾香市免受怪物襲擊。
在過去時曾是個相當有實力的棒球少年，在高中時期甚至還參加了甲子園大賽，但最卻歸因家中母親失蹤的影響，為了支撐起家庭生機只能放棄了夢想。並與父親一起經營店舖支撐起一家人的生活。
在電影版中，看到勇海和朝陽朝著夢想邁進時，因無法決定自己的前程而相當徬徨，在結局後則決定以服裝設計師的方向前進，並前往米蘭留學開始學習服裝設計。
湊勇海（みなと・イサミ）
飾演：小池亮介（童年：嶺岸煌櫻）
配音：譚禹晋（香港）、王夢華（童年）、傅品晟（台灣）、李輕揚（中國大陸）
本作主角，超人力霸王布魯的人間體，19歲。是湊家的小兒子，擁有著明朗勇敢，對任何事物有著旺盛好奇心的性格，因受到失蹤母親的啟發而夢想成為宇宙考古學家，因此當前就讀於綾香大學，並專攻宇宙考古學。
有時也會因為想法不合經常與活海發生爭吵。但其實非常尊敬因為家庭而犧牲夢想的活海。在第1話中因一場突如其來的怪獸襲擊下，與哥哥活海獲得了羅布迴旋儀和羅布水晶，從此開始以超人力霸王的身份戰鬥，以捍衛綾香市免受怪物襲擊，對於自己能夠變身成超人力霸王則是感到相當興奮。
在電影版中，他的考古學研究得到了海外大學的肯定，評估曾對是否要去加州的大學的決定，因掛念家人和若怪獸再次出現而感到迷惘，但在結局與活海互相激勵後則決定離開了綾香市，前往美國生活。
湊朝陽（みなと・アサヒ）
飾演：其原有沙（嬰兒：岡田菜々美）
配音：楊樂瑤（香港）、陳貞伃（台灣）、闫夜橋（中國大陸）
本作女主角，湊家兄弟的妹妹，個性活潑開朗的女高中生，17歲。
口頭彈為：「HAPPY！」，繼承了母親的許多特質，天生自我主張，但是就連猜拳都不想猜的討厭紛爭的和平主義者，在母親失蹤後身兼母職，因而成為家庭的核心，也經常用隨身攜帶的糖果來鼓舞家人和朋友們。但有時也會有勇敢的一面，例如在怪物災害的情況下不顧危險地努力營救他的兄長們，並在第12話時得知其兄長們為超人力霸王的身份。
最終話則被揭露真實身份是「真元素水晶」的轉生，因湊澪在異次元目睹兒子被怪獸襲擊時，其焦急的心情與思念則伴隨迴轉儀穿越異次元，因緣際會之下所轉化的存在。也就是第1話活海和勇海拿起陀螺儀的那一刻出生的。也因其獨特的能力，使得不自覺令周圍的人創造對其虛假的記憶。這也令眾人相信她本身就是湊家的一份子。湊澪則稱呼她是自己遺失的快樂和希望的結晶，最終則作為湊家養女的身份繼續生活。
在電影版則繼續朝著護士的方向前進，最終戰鬥中透過美劍沙姬的靈魂指引，得以蛻變成超人力霸王格麗喬的人間體。
湊潮
飾演：山崎銀之丞
配音：楊耀泰（香港）、李世揚（台灣）、陳思宇（中國大陸）
湊家的父親，服飾精品店『克瓦托羅M（クワトロM）』的店主，50歲。
有著不論多大的事情都不會動搖的度量，店舖的經營有點迷迷糊糊的樣子，最初不知道自己的兒子們是超人力霸王的事情，內心則是為孩子們遲來的叛逆期而慌亂。原本是開服裝店是為了支持埋頭研究的妻子湊澪，即使妻子已經失蹤了15年仍依舊愛著她。
個人有著高自信的潮品味，經常製作出奇葩古怪的服裝，不知為何卻在宇宙人間相當受歡迎。
曾對朝陽的存在表示懷疑，在第22話與澪重逢後，才知情兒子們就是超人力霸王的真相。
湊澪
飾演：真鍋薰
配音：王夢華（香港）、陳貞伃（台灣）、叶知秋（中國大陸）
湊家兄弟的母親，專注宇宙考古學研究的優秀科學家。50歲。
她並非一名頭腦頑固的研究者、而是一個愛開玩笑、幽默大膽的女性。很喜歡吃、累的時候會吃大量甜的東西來消除壓力。和兄弟的父親湊潮作為高中同學相識後結婚、在他的支持下兼顧了一位母親和研究者的責任。由於受困在次元空間15年的因素，因此湊澪的長相依然保持35歲失蹤前的模樣，
在15年前，她和已遭切雷薩附身的愛染誠在愛染科技合作研究綾香市的傳說、羅布迴旋儀和羅布水晶。但某天因沙姬突然現身並索討羅布迴旋儀，使得倉皇的澪帶著迴轉儀來到沙姬兄長沉睡的地下室，誤觸了愛染誠堆置儀器的開關而捲入次元空間。在第22集中，由於湊家兄妹和沙姬觸發了異次元空間的通道而回到了地球。因在異次元里目睹到兒子的悲劇未來而不惜一切阻止他們繼續戰鬥，甚至以犧牲自己而動用愛染誠遺留的AZ計劃：強制衝突型加速器將魯格賽特封入到異次元空間，但在兒子們的勸導加上改變自身的未來，使得她放棄啟動加速器。
在電影版中接手了愛染科技，成為暫時的社長兼負責人重建綾香市。

### 敵役
愛染誠（あいぜん・マコト）
飾演：深水元基
配音：陳啟熾（香港）、何志威（台灣）、图特哈蒙（中國大陸）
本作前期的敵役角色，愛染科技的社長兼研究總負責人，33歲。、在綾香市極具知名度，自稱『愛與善意的傳道師』平時穿著白色的西裝行動。、雖說平時一副搞笑的樣子，但真實身份卻是使用仿製的羅布迴旋閃光召喚怪獸們的幕後黑手。
第8話得知15年前遭到憑依生命體切雷薩附身至今，對綾香星、羅布水晶和超人戰士的事蹟都知之甚詳，切雷薩於15年前訪問了地球，因在童年時代受到超人力霸王Orb的幫助，因此渴望得到暗黑歐布的力量為目的行動著，最後因為切雷薩被消滅，因此失去相關記憶，重獲自我意識的誠便離開綾香市，踏上不再回頭的旅途。
美劍沙姬（みつるぎ・サキ）
飾演：木下彩音
配音：楊婉潼（香港）、張茜雯（台灣）、沈念如（中國大陸）
本作中後期的敵役角色，出現在湊家兄妹和愛染誠前的謎之美少女。最初非常冷酷，對任何事物都毫無興趣，時而露出陰險狡詐的一面，經常會引用過去名人的話語來表現當下的情況。持有型態完全不同的羅布迴轉儀，能強化召喚出的怪獸。但後來則與朝陽十分親近，而藉由與朝陽的相處而逐漸打開她孤寂的心房，也開始模擬女高中生的生活方式，比如用手機自拍或是效法其用詞。同時心裏也對於湊家兄妹之間的羈絆感到非常羨慕，然而卻認為活海和勇海二人是無法發揮羅布力量的冒牌貨而感到不屑。
真實身份為上一代羅索和布魯人間體的妹妹，原本擁有善良和保護和平的性格。但卻因1300年前實體化為「格魯吉歐博恩」時親眼目睹哥哥們被魯格賽特殺死，隨後因為漫長的流浪而逐漸變得冷酷無情，認為只要打倒魯格賽特可以不惜犧牲整個地球上的生命。最後與魯格賽特的戰鬥中，看見拼盡全力保護自己的羅索和布魯而回想起了自己的哥哥們，深受感動的她便擋下了魯格賽特的攻擊，最終將真言迴旋閃光託付給朝陽後化作光芒消逝。
在劇場版中以靈魂形式再次登場，並指引朝陽變身成超人力霸王格麗喬。

### 其他角色
Darling
配音：湯淺楓（日本）、陳玉如（台灣）、常蓉珊（中国大陆）
愛染誠的秘書AI，除了在愛染企業的總部管理系統外，他還負責通過操作無人機來收集怪獸晶體。作為愛染誠最初的僕人，他在計劃中提供了協助角色，但是在美劍出現後卻開始遵循了她的指示行動。但是有時並不完全服從愛染誠或美劍的命令，並且可能會進行反制。
熊城松雄
飾演：平泉成
配音：李世揚（台灣）林帽帽（中国大陆）陳力航（香港）
第4話登場，活海在小時候所參加的白熊棒球隊教練。同時也是活海的棒球恩師，由於腸胃手術的影響，他決定在下一次練習賽結束時退休。最終再度帶領球隊參賽的同時，似乎已經注意到活海是羅索的身份。
二宮柚葉
飾演：須藤叶希
飾演：配音：張茜雯（台灣）、叶知秋（中国大陆）、陳雪瑩（香港）
第5話登場，湊勇海的大學校友，是名彬彬有禮的富家千金，但不久就要轉往國外的貴族學校。夢想著靠自己的發明「飛行支援型人工翼」進行飛行，因而被同學被戲諷為『伊卡洛斯』的綽號。最終在勇海等人的協助下使測試活動順利進行，並實現她與超人一同飛行的夢想。
在劇場版中則再次客串登場，向勇海提出要不要去加州留學的決定。
小牧薫
飾演：小林由梨
配音：陳貞伃（台灣）、四刀辉彰（中国大陆）、鄧潔麗（香港）
第6話登場，湊家兄弟稱『小牧姐（コマ姐）』，性格豪放磊落的前警官。表面是嚴厲督導小朋友們的兇悍人物，事實上則對於突然失去母親音訊的湊家兄弟付出更多的關照，並激勵兩兄弟的鬥志。在愛染誠的計劃下意外被禁錮於機械哥摩拉內，使得性命陷入險境，最終在羅索的保護下平安無事，事後被送往綾香綜合醫院診療
在第7集但怪獸攻擊而受困醫院，在氣息虛弱的同時幫助了勇海解開心結，痊癒後則再次踏上環遊世界的旅程。
惠里奈、奈奈香
飾演：白石優愛、大出菜菜子
飾演：配音：陳玉如、張茜雯（台灣）、赵小双（中国大陆）陳姻岐、吳茵（香港）
湊朝陽的高中同學皆死黨們，三人經常結伴出遊行動。在劇場版中則再次客串登場。

### 電影版登場角色
戶井幸雄
飾演：西井幸人
電影版登場角色，湊活海高中時代的同學。曾和活海加入同一個棒球社，並希望能朝著遊戲設計師的方向前進，但卻因工作感到厭煩失去夢想。在封閉自己的內心後，將自己鎖在家裡成為了繭居族，在被托雷基亚的煽動下變成了黑蜧。最終在超人力霸王格羅布擊殺黑蜧後，及時獲救而安然無恙的生還，並重新與母親相見。
戶井幸江
飾演：原日出子
電影版中登場角色，幸雄的母親。
發現幸雄變成了黑蜧後，因尋回失踪的兒子而出現在戰場上。

## 本作登場的超人力霸王

### 超人力霸王羅索
本作登場的超人力霸王戰士，是出生於行星O-50戰士之巔的超人戰士。
外觀多處皆有金色的裝飾造型物。基礎型態整體的配色皆由赤、黑、銀三大色塊構成，過去是由美劍沙姬的哥哥羅索所變身，很久以前三兄妹登上了戰士之巔，但後來羅索為了保護地球不受魯格賽特吞噬而戰死。
1300年後，地球上的湊活海使用羅布迴旋閃光和羅布水晶再次變身成為羅索。其中烈火形態為基礎形態。作戰風格為防禦型，擅長防守反擊和控制，在劇中與布魯並肩作戰，一起對抗強敵，為了地球的和平而戰鬥。
- 人間體：湊活海
- 身高：52公尺
- 體重：45000噸
- 年齡：未知

變身器和道具
- 羅布迴轉儀 （ルーブジャイロ）

能使活海變成羅索的道具、同時也是怪獸的召喚器，可搭配羅布水晶、歐布圓環Neo及怪獸水晶使用。
變身方式是將羅布水晶放置在中央的插槽中，向兩側拉動手柄三次，即可變身為羅索，同理也可以釋放或變身為怪獸。
- 羅布強擊者 （ルーブスラッガー）

超人力霸王羅索所使用的特殊武器。
平時隱藏在頭部，可以運用不同的羅布水晶發出不同的必殺技。第3話初次登場。
- 羅布強擊 赤紅 （ルーブスラッガーロッソ）

超人力霸王羅索所使用的雙刀型羅布強擊者，是頭部的兩隻角變成的一對鋒利的劍。
能使用斬擊、穿刺攻擊以及刀刃放出的光線等各種各樣的攻擊方法與敵人進行戰鬥。
- 羅布水晶收納夾 （ルーブクリスタルホルダー）

收納羅布水晶的收納夾。
- 羅布水晶收藏盒 （ルーブクリスタルコレクションケース）

收納羅布水晶的收藏盒，最大可收納11枚羅布水晶。

#### 型態變化
- 火型態（フレイム）

藉由「超人力霸王太郎」水晶內的火之力變身的型態，也是超人力霸王羅索的主要型態，此型態第一話初次登場。
最大飛行速度：7馬赫
最大走力：1.6馬赫
水中潛航速度：1馬赫
地中行進速度：0.7馬赫
最大跳躍力：720公尺
腕力：8萬噸
握力：4萬5千噸
台詞：環繞著火！紅蓮之炎！（まとうは火！ 紅蓮の炎！）
必殺技：Flame Sphere Shoot（フレイムスフィアシュート）
- 水型態（アクア）

藉由「超人力霸王銀河」水晶內的水之力變身的型態，此型態第一話初次登場。
身高：52公尺
體重：4萬5千噸
最大飛行速度：5.5馬赫
最大走力：0.9馬赫
水中潛航速度：0.9馬赫
地中行進速度：0.5馬赫
最大跳躍力：580公尺
腕力：7萬7千噸
握力：4萬4千噸
台詞：環繞著水！紺碧之海！（まとうは水！ 紺碧の海！）
必殺技：Splash Bomb（スプラッシュボム）
- 風型態（ウィンド）

藉由「超人力霸王迪卡」水晶內的風之力變身的型態，此型態第六話初次登場。
身高：52公尺
體重：4萬5千噸
最大飛行速度：7.5馬赫
最大走力：1.8馬赫
水中潛航速度：1.0馬赫
地中行進速度：0.8馬赫
最大跳躍力：700公尺
腕力：7萬8千噸
握力：4萬4千噸
台詞：環繞著風！紫電之疾風！（まとうは風！ 紫電の疾風！）
必殺技：Hurricane Barret（ハリケーンバレット）
- 土型態（グランド）

藉由「超人力霸王勝利」水晶內的土之力變身的型態，此型態第九話初次登場。
身高：52公尺
體重：4萬5千噸
最大飛行速度：6.9馬赫
最大走力：1.4馬赫
水中潛航速度：0.8馬赫
地中行進速度：1.0馬赫
最大跳躍力：700公尺
腕力：8萬5千噸
握力：4萬7千噸
台詞：環繞著土！琥珀之大地！（まとうは土！ 琥珀の大地！）
必殺技：（グランドエクスプロージュン）

### 在其他作品的登場
《超人力霸王大河》:第1話
- 電影

《超人力霸王大河:新世代巔峰戰》（2020年）
- 網路劇集

《超級銀河格鬥 新生代英雄》（2019年及2020年）

### 超人力霸王布魯
本作登場的超人力霸王戰士，是出生於行星O-50戰士之巔的超人戰士。
外觀多處皆有銀色的裝飾造型物。基礎型態整體的配色皆由藍、黑、銀三大色塊構成，過去是由美劍沙姬的哥哥布魯變身而成，很久以前三兄妹登上了戰士之巔，但後來布魯為了保護地球不受魯格賽特吞噬而戰死。
1300年後，地球上的湊勇海使用羅布迴旋閃光和羅布水晶再次變身成為布魯。其中躍水形態為基本形態，與羅索並肩作戰，一起對抗強敵，為了地球的和平而戰鬥。
- 人間體：湊勇海
- 身高：51公尺
- 體重：43000噸
- 年齡：未知

變身器和道具
- 羅布迴轉儀 （ルーブジャイロ）

能使勇海變成布魯的道具、同時也是怪獸的召喚器，可搭配羅布水晶、歐布圓環Neo及怪獸水晶使用。
變身方式是將羅布水晶放置在中央的插槽中，向兩側拉動手柄三次，即可變身為羅索，同理也可以釋放或變身為怪獸。
- 羅布強擊者 （ルーブスラッガー）

超人力霸王布魯所使用的特殊武器。
平時隱藏在頭部，可以運用不同的羅布水晶發出不同的必殺技。第3話初次登場。
- 羅布強擊 青藍 （ルーブスラッガーブル）

超人力霸王布魯所使用的大劍型羅布強擊者，是頭部的一隻角變成的刀刃狀的劍。
能使用斬擊、穿刺攻擊、以及刀刃放出的光線等各種各樣的攻擊方法與襲來的敵人進行戰鬥。
- 羅布水晶收納夾 （ルーブクリスタルホルダー）

收納羅布水晶的收納夾。
- 羅布水晶收藏盒 （ルーブクリスタルコレクションケース）

收納羅布水晶的收藏盒，最大可收納11枚羅布水晶。

#### 型態變化
- 水型態（アクア）

藉由「超人力霸王銀河」水晶內的水之力變身的型態，也是超人力霸王布魯的主要型態，此型態第一話初次登場。
最大飛行速度：7.1馬赫
最大走力：1.8馬赫
水中潛航速度：1.2馬赫
地中行進速度：0.7馬赫
最大跳躍力：720公尺
腕力：8萬噸
握力：4萬4千噸
台詞：環繞著水！紺碧之海！（まとうは水！ 紺碧の海！）
必殺技：Aqua Stream（アクアストリューム）
- 火型態（フレイム）

藉由「超人力霸王太郎」水晶內的火之力變身的型態，此型態第一話初次登場。
身高：51公尺
體重：4萬3千噸
最大飛行速度：8.4馬赫
最大走力：0.85馬赫
水中潛航速度：0.8馬赫
地中行進速度：0.7馬赫
最大跳躍力：680公尺
腕力：7萬8千噸
握力：4萬4千噸
台詞：環繞著火！紅蓮之炎！（まとうは火！ 紅蓮の炎！）
必殺技：Flame Equilix（フレイムエクリクス）
- 風型態（ウィンド）

藉由「超人力霸王迪卡」水晶內的風之力變身的型態，此型態第五話初次登場。
身高：51公尺
體重：4萬3千噸
最大飛行速度：7.8馬赫
最大走力：1.6馬赫
水中潛航速度：1.0馬赫
地中行進速度：0.6馬赫
最大跳躍力：710公尺
腕力：7萬8千噸
握力：4萬4千噸
台詞：環繞著風！紫電之疾風！（まとうは風！ 紫電の疾風！）
必殺技：Storm Shooting（ストームシューティング）
- 土型態（グランド）

藉由「超人力霸王勝利」水晶內的土之力變身的型態，此型態第十話初次登場。
身高：51公尺
體重：4萬3千噸
最大飛行速度：6.7馬赫
最大走力：1.5馬赫
水中潛航速度：0.9馬赫
地中行進速度：0.6馬赫
最大跳躍力：680公尺
腕力：8萬5千噸
握力：4萬7千噸
台詞：環繞著土！琥珀之大地！（まとうは土！ 琥珀の大地！）
必殺技：（アースブリンガー）

### 在其他作品的登場
《超人力霸王大河》:第1話
- 電影

《超人力霸王大河:新世代巔峰戰》（2020年）
- 網路劇集

《超級銀河格鬥 新生代英雄》（2019年及2020年）

### 女超人力霸王格麗喬
於電影版首次登場的超人力霸王戰士，是平成時代真正意義上的第一位女性超人力霸王戰士，出生於行星O-50的戰士之巔。
是湊朝陽繼承了美劍沙姬的光之力量，在美劍的庇佑下依靠自身強大的意志，進一步蛻變而誕生的全新女戰士，擅長防禦和治愈，雖然在戰鬥方面還並不成熟，但是其防禦能力以及使己方快速恢復的特色，也能支援戰鬥。
「格麗喬」是美劍沙姬最初的本名，對朝陽來說是無可替代的朋友，因此朝陽因此而感動並以其名字命名。
- 人間體：湊朝陽、美剑沙姬（过去）
- 身高：43公尺
- 體重：30000噸
- 年齡：未知

最大飛行速度：5馬赫
最大走力：1馬赫
水中潛航速度：700節
地中行進速度：1馬赫
最大跳躍力：600公尺
腕力：70000噸
握力：35000噸
變身器
- 羅布迴轉儀（美劍沙姬版） （ルーブジャイロ―美剣サキ仕様）

過去曾是美劍沙姬的變身道具，外觀是羅布迴轉儀的異色版，同時也是「真正的迴轉儀」，有著能夠強化怪獸的能力。
將怪獸水晶放置在中央的插槽中，向兩側拉動手柄三次，即可釋放或變身怪獸。
在第14話中曾借給愛染誠變身為格魯吉歐王，在第24話，由於美劍所變身的格魯吉歐女王被魯格賽特擊殺，沙姬在臨死之前託付給湊朝陽後由朝陽持有。

### 在其他作品的登場
- 電影

《超人力霸王大河:新世代巔峰戰》（2020年）
- 網路劇集

《超級銀河格鬥 新生代英雄》（2019年及2020年）

### 合體戰士

#### 超人力霸王羅布
於第15話首次登場的超人力霸王戰士，也是本劇中是超人力霸王羅索和超人力霸王布魯使用極限水晶的力量合體，從巨大虹光漩渦中誕生的合體戰士。
是屬於兄弟二人融合變身的強化形態，能發揮出兄弟2人單體4倍以上的戰鬥力。
身高：53公尺
體重：4萬6千噸
台詞：環繞極致！金色之宇宙！（まとうは極！ 金色の宇宙！）
必殺技：（ルーブボルテックバスター）、　（ルーブコウリンショット）
補助用具
- 羅布光輪（ルーブコウリン）

從羅布胸口中出現攻防自如的萬能武器，能展開6枚鋸刃可以作為手斧一樣斬擊敵人，也可以當作盾牌防禦敵人的攻擊。
當活海使用羅索模式時，能以力量型的戰法，斬擊、突刺、猛斬的方式與敵人近身戰鬥。另外將極水晶裝入後能發動光線技『羅布漩渦爆裂』。
若是勇海使用布魯模式，則以速度戰法，切割、迅斬、猛切的方式與敵人近身戰鬥。另外將極水晶裝入後能發動切割技『羅布光輪射線』。
- 極水晶/極限水晶（キワミクリスタル）

當火·水·風·土·光·闇6個水晶的力量融合在一起誕生的羅布水晶，擁有全屬性的力量。
將其裝入羅布迴旋閃光後拉動三次，即可讓羅索和布魯合二為一變身成超人力霸王戰士。
在其他作品的登場
- 電影

《超人力霸王大河:新世代巔峰戰》（2020年）
- 網路劇集

《超級銀河格鬥 新生代英雄》（2019年及2020年）

### 超人力霸王格羅布
於電影版首次登場，被稱為「真理的戰士」。是羅索、布魯、格麗喬三個超人力霸王使用真諦水晶的力量合體而成的合體戰士，同時也象徵著湊家兄妹之間一家人的親情。
同時也代表著羅索、布魯和格麗喬三人的最終力量。其速度、力量、技能等相比超人力霸王羅布基礎上全面升級全面升級，擁有「真元素之力」，是超越羅布的超戰鬥特化型。
全身的水晶和格麗喬相似，但是在身上的黑色花紋發生了巨大的變化，雙手的腕部和雙腳上由赤色和藍色重合組成 。
身高：53公尺
體重：4萬7千噸
台詞：環繞真誠！不滅之真理！（まとうは真！不滅の真理！）
補助用具
- 格羅布光輪（ルーブコウリン）

從格羅布胸口中出現攻防自如的萬能武器，能展開6枚鋸刃可以作為手斧一樣斬擊敵人，也可以當作盾牌防禦敵人的攻擊。
當活海使用羅索模式時，能以力量型的戰法，斬擊、突刺、猛斬的方式與敵人近身戰鬥。另外將極水晶裝入後能發動光線技『羅布漩渦爆裂』。
若是勇海使用布魯模式，則以速度戰法，切割、迅斬、猛切的方式與敵人近身戰鬥。另外將極水晶裝入後能發動切割技『羅布光輪射線』。
將真水晶裝入光輪後能發動切割技『真·光輪射線（關閉狀態）』和『格羅布光輪射線（開啟狀態）』。
- 真水晶/真諦水晶（マコトクリスタル）

蘊含真理之力的最強水晶。能量是極限水晶的數十倍。與魯格賽特一戰後消失於次元裂縫，受到兄妹三人的思念影響而再度出現。
將其裝入羅布迴旋閃光後拉動三次，即可讓羅索、布魯、格麗喬，合三為一變身成超人力霸王戰士。
在其他作品的登場
- 電影

《超人力霸王大河:新世代巔峰戰》（2020年）
- 網路劇集

《超級銀河格鬥 新生代英雄》（2019年及2020年）

### 暗黑歐布
人間體：愛染誠（替身演員：石川真之介、聲：深水元基） 
原文： / Ultraman Orb Dark
為愛染誠（切雷薩）藉由歐布圓環NEO變身的黑色版超人力霸王歐布，而他將此自稱為『超级黑之王 超人力霸王暗黑歐布（諾瓦爾 布拉克 修帕魯茲）（ / Ultraman Orb Dark NoirBlackSchwarz）』。於劇中第八話登場。
身高：50公尺
體重：5萬噸
- 歐布圓環NEO

原文： / Orb Ring NEO
歐布圓環的新型態樣貌。

## 本作登場敵役、怪獸、宇宙人
- 火炎骨獸 古魯吉歐波恩（Gurujiobon）

身高：60公尺　
體重：6萬2千噸
攻擊技：（ボーンブレスター）
- 保鑣怪獸 布萊克王（Black King）

身高：65公尺　
體重：6萬噸
攻擊技：（溶岩熱線）
- 石化魔獸 賈戈魯貢（Gagorugon）

身高：55公尺　
體重：5萬5千噸
攻擊技：
- 骷髏怪獸 紅王（Red King）

身高：45公尺　
體重：2萬噸
攻擊技：
- 猛禽怪獸 古厄巴薩（Guebassa）

身高：55公尺
體重：2萬噸
攻擊技：（バサバッサー）
- 機器怪獸 機械哥摩拉（Mechagomora）

身高：44公尺　　
體重：2萬2千噸
攻擊技：（メガ超振動波）、（ナックルチェーン）
- 大蟻超獸 阿里蓬塔（Aribunta）

身高：57公尺
體重：6萬2千噸
攻擊技：
- 古代怪獸 哥梅斯（S）

身高：40公尺
體重：4萬噸
攻擊技：
- 宇宙惡魔 貝澤魯卜

身高：50公尺
體重：4萬噸
攻擊技：
- 豪烈暴獸 赫羅波羅斯

身高：44公尺（四腳行走）；56公尺（雙腳行走）
體重：4萬4千噸
攻擊技：（メガンテクラッシャー）
- 爆撃骨獸 古魯吉歐王

身高：60公尺
體重：6萬9千噸
攻擊技：（ギガキングキャノン）
- 透明怪獸 尼隆加

身高：45公尺
體重：4萬噸
攻擊技：（暴君電撃）

## 羅布水晶
- 羅布水晶 （ルーブクリスタル）

寄宿元素之力的硬幣型道具，由羅索和布魯共同使用，可隨著張開的角數量來決定使用對象。
| 水晶名稱           | 元素屬性 | 相關簡介 | 初次登場話數 | 備註 |
| ------------------ | -------- | --- | ------------ | ---- |
| 超人力霸王太郎     | 火       | 蘊含著火之元素 | 1            |      |
| 超人力霸王銀河     | 水       | 蘊含著水之元素 | 1            |      |
| 超人力霸王傑洛     | 烈       | 蘊含著烈之元素 | 4            |      |
| 超人力霸王賽文     | 刃       | 蘊含著刃之元素 | 4            |      |
| 超人力霸王X        | 雷       | 蘊含著雷之元素 | 4            |      |
| 超人力霸王迪卡     | 風       | 蘊含著風之元素 | 5            |      |
| 超人力霸王歐布原生 | 劍       | 蘊含著劍之元素 | 5            |      |
| 超人力霸王勝利     | 土       | 蘊含著土之元素 | 9            |      |
| 初代超人力霸王     | 光       | 蘊含著光之元素 | 13           |      |
| 超人力霸王貝利爾   | 闇       | 蘊含著闇之元素 | 13           |      |
| 極                 | 極       | 啟動初代超人力霸王水晶(光)與超人力霸王貝利爾水晶(闇)後，與超人力霸王太郎水晶(火)、超人力霸王銀河水晶(水)、超人力霸王迪卡水晶(風)、超人力霸王勝利水晶(土)融合而成，變身為超人力霸王羅布的專屬水晶。 | 15           |      |
| 新世代超人力霸王   | 新       | 描述從超人力霸王銀河至超人力霸王捷德等新世代超人力霸王的水晶，可使用"ニュージェネレーションバリア(New Generation Barrier)"技能。                                                                   | 15           |      |
| 真                 | 真       | 湊朝陽的本體，當水晶的角關閉時，可使用"真ボルテックバスター(Shin Vortex Buster)"技能；當水晶的角張開時，可變身為超人力霸王格羅布。                                                                 | 25           |      |

- 怪獸水晶

原文： / Monster Crystal

| 水晶名稱     | 元素屬性 | 相關簡介       | 初次登場話數 | 備註 |
| ------------ | -------- | -------------- | ------------ | ---- |
| 古魯吉歐波恩 | 魔       | 蘊含著魔之元素 | 1            |      |
| 布萊克王     | 力       | 蘊含著力之元素 | 2            |      |
| 賈戈魯貢     | 石       | 蘊含著石之元素 | 3            |      |
| 紅王         | 岩       | 蘊含著岩之元素 | 4            |      |
| 古厄巴薩     | 嵐       | 蘊含著嵐之元素 | 5            |      |
| 機械哥摩拉   | 炎       | 蘊含著炎之元素 | 6            |      |

- 歐布黑暗聖劍

原文： / Orb Dark Caliber
超人力霸王歐布黑暗的專用武器，外觀與歐布聖劍相同。

## 主要演員名單
主演
- 湊活海 - 平田雄也
- 湊勇海 - 小池亮介（日语：小池亮介）
- 湊朝陽 - 其原有沙（日语：其原有沙）
- 美劍沙姬 - 木下彩音（日语：木下彩音）（11 - 24）
- 愛染誠 - 深水元基（日语：深水元基）（1 - 16）
- 湊澪 - 真鍋薰（22 - 25）
- 湊潮 - 山崎銀之丞（日语：山崎銀之丞）

客演
- 服裝店常客 - 椿鮒子（日语：椿鮒子）、松井佳子（日语：松井佳子）（1）
- 湊活海（少年時代） - 藤沢元（1,6,7,10,15,16）
- 湊勇海（少年時代） - 嶺岸煌桜（1,6,7,10,15,16）
- 女記者 - 原田もも子（1,2）、足達美咲（7,15,22,23）、佐佐木萌子（日语：佐々木もよこ）（10,11）
- 究的母親 - 松菜乃子（1）
- 究 - 豊田温大（1）
- 情侶男生- 松村遼（1）、反橋宗一郎（日语：反橋宗一郎）（21）
- 情侶女生 - 青井しずか（1）、秋乃ゆに（21）
- 男客人 - 若松螢（2）
- 女客人 - 夏岡エレナ（2）
- 接待員 - 滝川ひとみ（3）
- 愛染集團社員 - 鈴木宏那（日语：鈴木宏那）、村津和也、黒田長政（3）
- 愛染集團研究員 - 吉丸雄大（3）
- 熊城松雄 - 平泉成（4）
- 水島 - 高橋麻琴（日语：高橋麻琴）（4）
- 充 - 仁科貴（日语：仁科貴）（4）
- 真太郎 - 甲川創（4）
- 愛染的秘書 - 芹澤りな（4）
- 最後的打者 - 袴田健太（4）
- 白熊隊球員 - 雨宮文彦、泉礼文、三谷隼司、如月蒼、上瀬康太郎（4）
- 二宮柚葉 - 須藤叶希（日语：須藤叶希）（5）
- 小牧薫 - 小林由梨（日语：小林由梨）（6,7）
- 湊兄弟的朋友 - 両角怜慶、木村敢太、石田偉琉（6）
- 青年社員 - 並木鉄平（7,8）
- 病院前的男子 - 川原瑛都（7）
- 母親 - 本宮なつ（7）
- 攝影師 - 斉藤貴彦（7）
- 女高中生 - ちひろ、紗麗（7）
- 实验对象- 西村佳祐、植山浩彦、相馬雄太、竹内伊澄、伊藤慶（7,8）
- 惠里奈 - 白石優愛（日语：白石優愛） （8,9,17）
- 奈奈香 - 大出菜菜子（日语：大出菜々子）（8,9,17）
- 主播 - 松長ゆり子（9）
- TV畫面的女性 - 日向みお（9）
- 相馬美代子 - 稲垣芽生（日语：稲垣芽生）（9）
- 湊朝陽（幼年） - 岡田菜々美（10）
- 接受采訪的人 - 松葉眞（11）、池田和樹（15）
- 接受采訪的女生 - 宮瀬彩加（日语：宮瀬彩加）（11）、後藤温子（15）
- 医師 - 小田貴之（12）
- 記者A - 宮城由紀乃（16）
- 記者B - 伊藤浩志（16）
- 青い車の男性 - 蜂巣和紀（17）
- 鈴木 - 山口岳彦（瞬間メタル）（18）
- 山田 - 竹内一希（まんじゅう大帝国）（18）
- 主婦 - 重城サエ（18）
- 大學生 - 池田優人（18）
- 辦公室工作人員 - 柴崎誠、仲井智徳（18）
- 面試官 - 塚田佳奈（18）
- Quattro M的常客 - 瀬高佳子、岡野元美、畑中亜紀（18）
- 若い女性客 - 上當佳世子、上西真美（18）
- 男記者 - 和田亮太（20）
- 警備員 - 野原元貴（20）

聲演
- Darling - 湯淺楓（3 - 12,14 - 16,19 - 25）
- 孩子 - 大谷美紀（14）
- 快兽布斯卡- 富永美衣奈（17）
- 達達 - 外島孝一（日语：外島孝一）（17,18）
- 切布爾星人 - 石野龍三（18）
- 節目旁白 - 金光宣明（18）
- 匹特星人 - 寺田晴名（18）
- 巴德星人 - 金子冬青（日语：金子はりい）（18）
- 納克爾星人 - 岸哲生（日语：岸哲生）（18）

戲服演員
- 超人力霸王羅索 - 岩田栄慶（日语：岩田栄慶）
- 超人力霸王布魯 - 岡部暁（日语：岡部暁）
- グルジオボーン、レッドキング、ゴメス（S）、グルジオキング、ネロンガ、ダダ、グルジオレギーナ - 新井宏幸（日语：新井宏幸）
- ブラックキング、ベゼルブ、グビラ、ブースカ、ゴモラ - 横尾和則（日语：横尾和則）
- ガーゴルゴン、グエバッサー、ウルトラマンオーブダーク、メフィラス星人、ルーゴサイト - 石川真之介
- メカゴモラ - 桑原義樹
- アリブンタ、キングジョー - 永地悠斗
- ホロボロス、バド星人 - 高橋舜
- ピグモン - 丸田聡美
- ザラブ星人 - 矢﨑大貴
- ピット星人 - 安達仁美
- グランドキングメガロス - 梶川賢司

## 播放列表
以下時間以當地時間（日本時間）為準
| 播放日期   | 集數 | 日本原文標題 | 中文標題           | 登場怪獣・宇宙人                                                                                               | 羅布水晶導覽介紹角色 | 編劇       | 導演     |
| ---------- | ---- | ------------ | ------------------ | --- | -------------------- | ---------- | -------- |
| 2018/07/07 | 1    |              | 超人力霸王開始了   | - 古魯吉歐波恩（）                                                                                             | - 超人力霸王太郎     | 中野貴雄   | 武居正能 |
| 2018/07/14 | 2    |              | 兄弟的羈絆         | - 布萊克王（）                                                                                                 | - 超人力霸王銀河     | 武上純希   | 武居正能 |
| 2018/07/21 | 3    |              | 歡迎來到愛染科技   | - 賈戈魯貢（）                                                                                                 | - 古魯吉歐波恩       | 伊藤公志   | 武居正能 |
| 2018/07/28 | 4    |              | 光的勝利之球       | - 紅王（） | - 超人力霸王傑洛     | 柳井祥緒   | 田口清隆 |
| 2018/08/04 | 5    |              | 再見伊卡洛斯       | - 古厄巴薩（）                                                                                                 | - 超人力霸王迪卡     | 安達寬高   | 田口清隆 |
| 2018/08/11 | 6    |              | 宿敵！大姊必殺拳   | - 機械哥摩拉（）                                                                                               | - 超人力霸王賽文     | 根元歳三   | 市野龍一 |
| 2018/08/18 | 7    |              | 英雄失格           | - 古魯吉歐波恩（）                                                                                             | - 超人力霸王X        | 小林雄二   | 市野龍一 |
| 2018/08/25 | 8    |              | 全世界都在等待著我 | - 阿里蓬塔（） - 超人力霸王歐布黑暗（）                                                                        | - 超人力霸王歐布起源 | 中野貴雄   | 辻本貴則 |
| 2018/09/01 | 9    |              | 以超人力霸王之名   | - 超人力霸王歐布黑暗（）                                                                                       | - 超人力霸王勝利     | 小林弘利   | 辻本貴則 |
| 2018/09/08 | 10   |              | 湊家的假日         | - 哥梅斯（S）（） - 赫羅波羅斯（） - 超人力霸王歐布黑暗（）                                                    | - 赫羅波羅斯         | 勝冶京子   | 武居正能 |
| 2018/09/15 | 11   |              | 愛染狂想曲         | - 赫羅波羅斯（） - 超人力霸王歐布黑暗（） - 貝澤魯卜（）                                                       | - 貝澤魯卜           | 伊藤公志   | 武居正能 |
| 2018/09/22 | 12   |              | 我們該守護的事物   | - 赫羅波羅斯（） - 超人力霸王歐布黑暗（）                                                                      | - 古厄巴薩           | 武上純希   | 武居正能 |
| 2018/09/29 | 13   |              | 我不想要秘密！     | - 前12話中所登場的怪獸與宇宙人 - 古比拉（）                                                                    | -                    | 足木淳一郎 | 伊藤良一 |
| 2018/10/06 | 14   |              | 你到底是誰         | - 古比拉（） - 古魯吉歐王（）                                                                                  | - 古魯吉歐王         | 森江美咲   | 市野龍一 |
| 2018/10/13 | 15   |              | 環繞極致           | - 古魯吉歐王（）                                                                                               | - 初代超人力霸王     | 中野貴雄   | 市野龍一 |
| 2018/10/20 | 16   |              | 這個瞬間就是羈絆   | - 尼隆加（）                                                                                                   | - 超人力霸王貝利爾   | 柳井祥緒   | 辻本貴則 |
| 2018/10/27 | 17   |              | 每個人都是朋友     | - 達達（） - 皮古蒙（） - 布斯卡（）                                                                           | - 達達               | 皐月彩     | 辻本貴則 |
| 2018/11/03 | 18   |              | 沒有明天的世界     | - 梅菲拉斯星人（） - 扎拉布星人（） - 切布爾星人（） - 匹特星人（） - 巴德星人（） - 納克爾星人（） - 達達（） | - 紅王               | 勝冶京子   | 神谷誠   |
| 2018/11/10 | 19   |              | 善人與惡人         | - 金古喬（）                                                                                                   | - 金古喬（）         | 武上純希   | 神谷誠   |
| 2018/11/17 | 20   |              | 星屑的記憶         | - 哥摩拉（） - 古蘭特王麥加洛斯（）                                                                            | - 哥摩拉             | 小林雄次   | 伊藤良一 |
| 2018/11/24 | 21   |              | 糖果與饅頭         | - 古蘭特王麥加洛斯（） - 赫羅波羅斯（）                                                                        | - 古蘭特王麥加洛斯   | 根元歳三   | 伊藤良一 |
| 2018/12/01 | 22   |              | 異次元媽媽         | - 剃刀迪瑪迦（） - 赫羅波羅斯（）                                                                              | - 剃刀迪瑪迦         | 森江美咲   | 市野龍一 |
| 2018/12/08 | 23   |              | 毀滅的水晶         | - 古魯吉歐女王（） - 魯戈賽特（）                                                                              | - 古魯吉歐女王       | 伊藤公志   | 市野龍一 |
| 2018/12/15 | 24   |              | 我很開心           | - 古魯吉歐女王（） - 魯戈賽特（）                                                                              | -                    | 武上純希   | 武居正能 |
| 2018/12/22 | 25   |              | 朝陽照耀的家       | - 魯戈賽特（）                                                                                                 | -                    | 中野貴雄   |          |

## 其他媒體

### 劇場版
《超人力霸王R/B:選擇！羈絆的水晶》（日語:劇場版 ウルトラマンR/B セレクト! 絆のクリスタル）英語：Ultraman R/B The Movie）為2018年圓谷製作公司製作的特攝片《超人力霸王大R/B》的劇場版電影。2019年3月8日於松竹配給並在日本上映，標題為「湊家兄妹、最後的戰役（湊兄妹、最後の戦い）」。
概要
本作為《超人力霸王R/B》的正式完結篇，時間點設置在TV版第25話之後的一年後。在本部電影中除了登場新生代系列首次登場的女戰士「女超人力霸王格麗喬」之外，系列中第一個以完整CG描繪的全新合體戰士「超人力霸王格羅布」也正式登場。
之前的作品《超人力霸王捷德》飾演主人公朝倉陸的濱田龍臣，也將於本作電影客串登場。
故事大綱
绫香市已经有一年不出现怪兽了，凑家一直过着安稳平静的日子，然而相比一步步靠近自己梦想的弟弟勇海和妹妹朝阳，哥哥活海陷入了对未来的困惑。
于是，活海想见一见自己高中时代的挚友，曾经立志成为游戏制作者的户井。但他却也是辞了工作宅在家里的状态，这使活海深受打击。
谜之存在的托雷基亚借着二人的迷茫用邪恶的力量入侵了两个人封闭的内心。受到影响的活海离开了地球向着怪兽们居住的遥远星球飞去了。
为了阻止随后出现在地球的怪兽黑蜧，勇海和从另一个世界到来的小陆分别变身成了超人力霸王布鲁和超人力霸王捷德迎击。
最终家族能否和睦如初，而这个托雷基亚又是何方神圣，目的为何...

### 演員表
- 湊活海 - 平田雄也
- 湊勇海 - 小池亮介（日语：小池亮介）
- 湊朝陽 - 其原有沙（日语：其原有沙）
- 朝倉陸 - 濱田龍臣

重要角色
- 湊澪 - 真鍋薰
- 湊潮 - 山崎銀之丞（日语：山崎銀之丞）
- 戶井幸雄 - 西井幸人（日语：西井幸人）
- 戸井幸江 - 原日出子（日语：原日出子）
- 美劍沙姬 - 木下彩音（日语：木下彩音）
- 二宮柚葉 - 須藤叶希（日语：須藤叶希）
- 惠里奈 - 白石優愛（日语：白石優愛）
- 奈奈香 - 大出菜菜子（日语：大出菜々子）
- 湊活海（童年） - 藤沢元
- 湊勇海（童年） - 嶺岸煌桜

其他角色
- 女記者 - 鵜川薫（日语：鵜川薫）
- 官房長官 - 野口雅弘（日语：野口雅弘）
- 経済評論家 - 花代前浩一
- 路人A - 友松花穂
- 路人B - 白畑真逸
- 公園的小孩 - 大木由香
- 愛染科技社員- 久保健俊、駒崎高貴、夏岡栄伶菜
- 逃難的市民 - ゴリさん、小出真也

#### 聲演
Darling - 湯淺楓

貝加薩星人貝加- 潘惠美

超人力霸王特雷基亞 - 内田雄馬

## 樂曲

### 片頭曲
「Hands」
- 演唱：大石昌良
- 作詞：園田健太郎
- 作曲：園田健太郎、伊藤翼
- 編曲：伊藤翼、園田健太郎

### 片尾曲
「夢飛行」
- 演唱：三森鈴子
- 作詞：Shihori
- 作曲：光増基
- 編曲：EFFY

## 製作人員
- 導演 - 武居正能、田口清隆、市野龍一、辻本貴則、伊藤良一、神谷誠
- 劇本統籌 - 中野貴雄、武上純希、伊藤公志
- 編劇 - 柳井祥緒、安達寛高、根元歳三、小林雄次、小林弘利、勝冶京子、足木淳一郎、森江美咲、皋月彩
- 音樂 - 高梨康治
- 製作 - 圓谷製作、東京電視台、電通、超人力霸王R / B製作委員會

## 播放詳情
日本
- 東京電視台

播出日期：2018年7月7日
播出時間：逢星期六 09:00-09:30（日本時間）
台灣
- MOMO親子台

由6月2日起逢週日下午5點30分於MOMO親子台播放，週六下午4時正重播,並提供國語配音
發佈時間：2019年6月2日
發佈媒介：MOMO親子台
香港
- ViuTV

由7月13日起逢星期六早上9點30分於ViuTV播放，並提供粵日雙語聲道
發佈時間：2019年6月20日
發佈媒介：香港電視娛樂、BU Toys

## 外部連結
- 《超人力霸王羅布》圓谷官方網站 （页面存档备份，存于）（日語）
- 《超人力霸王羅布》東京電視台官方網站 （页面存档备份，存于）（日語）
- 《超人力霸王系列》遊戲機台官網 （页面存档备份，存于）（日語）
- 《超人力霸王系列》官方推特 （页面存档备份，存于）（日語）

| ViuTV 星期六 09:30－10:00 | ViuTV 星期六 09:30－10:00                   | ViuTV 星期六 09:30－10:00 |
| ------------------------- | ------------------------------------------- | ------------------------- |
|                           | 超人R / B （2019年7月13日－2019年12月28日） |                           |
| 超變戰陀 第1－26集        | 班班和莉莉的小王國                          |                           |

| ViuTV 星期一至五 12:30-13:00 | ViuTV 星期一至五 12:30-13:00                                 | ViuTV 星期一至五 12:30-13:00 |
| ---------------------------- | ------------------------------------------------------------ | ---------------------------- |
|                              | 超人R / B 重播 （2020年3月9日﹣4月10日）                     |                              |
| 超人捷德 重播                | 幪面超人時王 （星期一至三）棒球大聯盟2nd 重播 （星期四、五） |                              |